# Kageneckia
Kageneckia Ruiz & Pav. – rodzaj roślin z rodziny różowatych. Obejmuje trzy gatunki. Rośliny te występują w rejonie Andów w Ameryce Południowej; od Peru na północy do północno-zachodniej Argentyny i środkowego Chile. Z liści Kageneckia lanceolata uzyskuje się czarny barwnik.

## Morfologia
PokrójKrzewy osiągające 3–4 m wysokości.
LiścieSkrętoległe. Blaszki skórzaste, równowąskie (K. angustifolia) i eliptyczne do jajowatych, ząbkowane, w tym silnie i kolczasto (K. oblonga).
KwiatyZebrane w szczytowe i boczne wiechy, rozdzielnopłciowe, 5-krotne. W kwiatach męskich 15–20 pręcików, w kwiatach żeńskich 5 owocolistków zawierających liczne zalążki.

## Systematyka
Rodzaj klasyfikowany jest w obrębie rodziny różowatych Rosaceae do podrodziny Amygdaloideae Arnott, plemienia Maleae i podplemienia Lindleyinae. 
Wykaz gatunków
- Kageneckia angustifolia D.Don
- Kageneckia lanceolata Ruiz & Pav.
- Kageneckia oblonga Ruiz & Pav.